# Llámame
Chansons représentant l'Espagne au Concours Eurovision de la chanson
Estando contigo
(1961) Algo prodigioso
(1963)
Llámame (« Appelle-moi ») est une chanson interprétée par le chanteur espagnol Víctor Balaguer, sortie en 45 tours en 1962.
C'est la chanson ayant été sélectionnée pour représenter l'Espagne au Concours Eurovision de la chanson 1962 le 18 mars à Luxembourg.

## À l'Eurovision

### Sélection
Le 6 février 1962, ayant remporté la Preselección de Eurovisión 1962, la chanson Llámame est sélectionnée pour représenter l'Espagne au Concours Eurovision de la chanson 1962 le 18 mars à Luxembourg.

### À Luxembourg
La chanson est intégralement interprétée en espagnol, langue officielle de l'Espagne, comme le veut la coutume avant 1966. L'orchestre est dirigé par Jean Roderès.
Llámame est la troisième chanson interprétée lors de la soirée du concours, suivant Ton nom de Fud Leclerc pour la Belgique et précédant Nur in der Wiener Luft d'Eleonore Schwarz pour l'Autriche.
À l'issue du vote, elle n'obtient aucun point et se classe par conséquent 13e et dernière — à égalité avec Ton nom de Fud Leclerc pour la Belgique, Nur in der Wiener Luft d'Eleonore Schwarz pour l'Autriche et Katinka des Spelbrekers pour les Pays-Bas — sur 16 chansons,.
Víctor Balaguer retourne au Concours Eurovision de la chanson 1965 pour représenter l'Espagne avec la chanson Qué bueno, qué bueno.

## Liste des titres
| A1. | Llámame          | Miguel Portoles, Mario Selles |  |
| A2. | Serenata         |                               |  |
| B1. | Lección de twist |                               |  |
| B2. | Dile tú...       |                               |  |

## Historique de sortie
| Pays    | Date | Format         | Label   |
| ------- | ---- | -------------- | ------- |
| Espagne | 1962 | super 45 tours | Vergara |